# Delphacinus mesoemelas
Delphacinus mesoemelas är en insektsart som beskrevs av Karl Henrik Boheman 1850. Delphacinus mesoemelas ingår i släktet Delphacinus och familjen sporrstritar. Inga underarter finns listade i Catalogue of Life.